# Evoxymetopon taeniatus
Evoxymetopon taeniatus is een straalvinnige vissensoort uit de familie van haarstaarten (Trichiuridae). De wetenschappelijke naam van de soort is voor het eerst geldig gepubliceerd in 1863 door Gill.